# Daniel Gilbert (Psychologe)

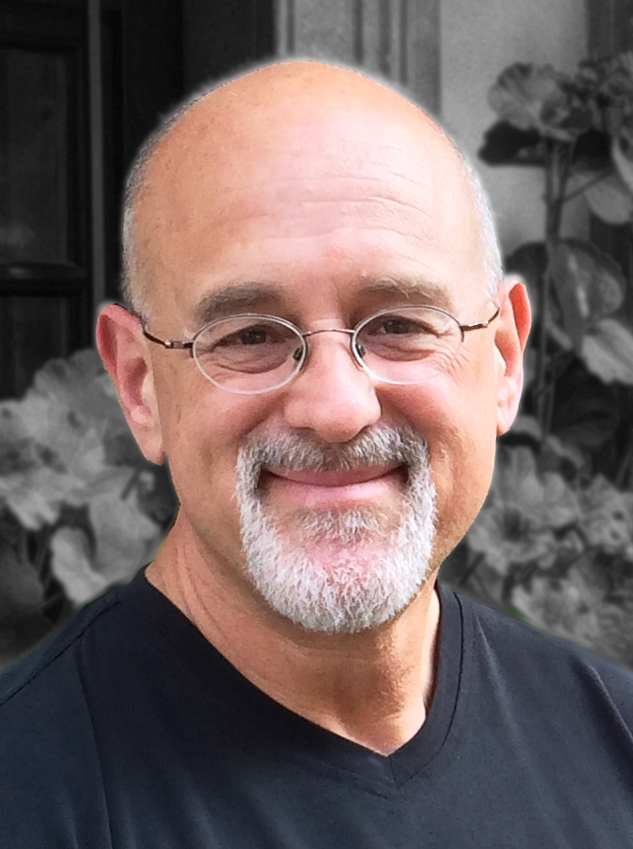
Daniel Gilbert

Daniel Todd Gilbert (* 5. November 1957) ist ein US-amerikanischer Professor für Psychologie an der Harvard University.

## Leben
Gilbert erhielt 1981 einen B.A. in Psychologie von der University of Colorado Denver und 1985 einen Ph.D. in Sozialpsychologie von der Princeton University. Er arbeitete von 1985 bis 1995 als Professor an der University of Texas at Austin. Seit 1996 ist Gilbert Professor an der Harvard University.

## Leistungen, Arbeitsfelder
Gilberts Forschungsfelder sind Sozialpsychologie, Vorhersagen, Wahrnehmung und „Glaube“.

### SchriftIns Glück stolpern
2006 veröffentlichte er den New-York-Times-Bestseller Ins Glück stolpern (englisch Stumbling on Happiness). Das Buch wurde in 20 Sprachen übersetzt und erhielt den Royal Society Prize for Science Books im Jahr 2007. Gilbert beschreibt in diesem Buch persönliche Vorhersagen und Erwartungen im Bezug auf Glück, die durch Fehler der Wahrnehmung und kognitive Verzerrungen so stark an Genauigkeit verlieren, dass Menschen häufig falsche Entscheidungen treffen. Drei Faktoren spielen dabei eine Rolle:
- Vorstellungen lassen reale Elemente außen vor und fügen irreale Elemente hinzu, wessen sich Menschen aber nur selten bewusst sind.
- Zukunft und Vergangenheit ähneln der Gegenwart in Vorstellungen mehr als in der Realität.
- Vorstellungen ignorieren, dass sich Dinge anders anfühlen als erwartet, wenn sie passieren. Insbesondere führt ein psychologisches Immunsystem dazu, dass Dinge weniger schlimm empfunden werden als erwartet.

Gilbert leitet daraus die Empfehlung ab, die Erfahrungen anderer Menschen in eigene Vorhersagen und Entscheidungsprozesse mit einzubeziehen, und sich weniger auf seine eigenen Vorstellungen zu verlassen. Er erwartet jedoch nicht, dass viele Leser diesem Rat folgen werden, da es der Kultur widerspreche.

### StudieIf money doesn’t make you happy, then you probably aren’t spending it right
Zusammen mit den Sozialpsychologen Elizabeth W. Dunn und Timothy D. Wilson hat Gilbert im Journal of Consumer Psychologie eine Studie zum Zusammenhang zwischen Geldausgeben und Glücksempfinden veröffentlicht, die Aspekte seiner Zufriedenheitsforschung auf konkrete Phänomene bezieht und daraus Ratschläge ableitet. Zu diesen Empfehlungen zählt beispielsweise, den Erwerb von Erlebnissen dem Kauf materieller Güter vorzuziehen oder den Genuss erworbener Gegenstände zu verzögern. Die Diskussion von Gilberts insgesamt acht Ratschlägen legt jedoch auch eine Reihe von Nuancierungen und eine stärkere Reflexion des empirischen Vorgehens nahe.

## Auszeichnungen
- 1999: Guggenheim-Stipendium
- 2008: Aufnahme in die American Academy of Arts and Sciences
- 2017: Donald T. Campbell Award
- 2022: Aufnahme in die American Philosophical Society